# 佐古山町
佐古山町（さこやまちょう）は、徳島県徳島市の町名。佐古地区に属している。郵便番号は〒770-0039。

## 地理
徳島市の中央部、眉山の尾根筋から北斜面一帯で、北は南佐古一番町から南佐古八番町と接する。南佐古二番町にある諏訪神社の一部は佐古山町諏訪山に位置する。
徳島市水道局上水道配管所、南佐古四番町と境する山麓には万年山墓所（徳島藩主蜂須賀家墓所）がある。

### 山岳
- 眉山

### 小字
- 椎宮
- 諏訪山

## 歴史
元は蔵本町・佐古町・南佐古町の各一部で昭和17年より現在の町名となる。昭和34年に一部が眉山町茂助が原となる。

## 施設
- 諏訪神社
- 椎宮八幡神社
- 万年山墓所（徳島藩主蜂須賀家墓所）